# シンリンコブラ
シンリンコブラ（学名: Naja melanoleuca）は、コブラ科フードコブラ属に分類される毒蛇。特定動物。

## 分布
アフリカ大陸西部，中部，南東部の一部の森林に生息。

## 形態
フードコブラ属最大種で、全長最大3.2 m。頭部は丸い。首に細くて長いフードがある。強力な神経毒を持つ。

### 毒
強力な神経毒を持ち、毒量も多い。しかし、森林に生息しているため被害はそれほど報告されていない。

## 生態
小型哺乳類、爬虫類、カエル等を食す。警戒心が非常に強く神経質な性格をしているため、他のフードコブラ属と比べても十分危険。一回で20個ほどの卵を産む。